# Epeorus frisoni
Epeorus frisoni är en dagsländeart som först beskrevs av Burks 1946.  Epeorus frisoni ingår i släktet Epeorus och familjen forsdagsländor. Inga underarter finns listade i Catalogue of Life.